# Jens Fischer (Musiker)
Jens Fischer ist ein Gitarrist aus Hamburg. Er komponiert Filmmusik und experimentelle Gitarrenmusik für eigene Liveprojekte.

## Werdegang
Jens Fischer war 1978, nach Beendigung seines klassischen Musikstudiums, Mitbegründer der deutsch-indischen Gruppe Tri Atma. Als Bühnen- und Studiomusiker arbeitete er u. a. mit Inga Rumpf, Georgie Red und Falco. Eberhard Schoener begleitete er bei dessen Multimedia-Events nach Tokio, Bali und Sydney. Auf diesen Reisen spielte er mit australischen Aborigines und einem balinesischen Gamelan-Orchester zusammen.
Er komponiert seit 1990 Musik für TV-Produktionen, Dokumentarfilme und Hörspiele.
Seine Solo-Projekte haben experimentellen, eigenständigen Charakter und sind geprägt von seiner Virtuosität auf der akustischen Gitarre.
Bereits in den achtziger Jahren verknüpfte er sein Gitarrenspiel zunehmend mit visuellen Kunstformen wie in der Performance „Meeting point“ mit der amerikanischen Malerin Nancy Ostrovsky. Anlässlich der Expo 2000 machte er Musik zu einer Kunstinstallation, später eine Liveperformance „momentaufnahme.net“ zu Bildern von Norbert Stolze und er wirkte auch bei The Element Project für TRIP - Remix your Experience mit. Sein neuestes audiovisuelles Projekt „Metavista“ wird regelmäßig im Mediendom Kiel aufgeführt.

## Filmmusik
- TV-Serien: Heimatgeschichten (ARD), Evelyn Hamans Geschichten aus dem Leben (ARD), St. Angela (ARD), Absolut das Leben (ARD), Die Biester (ZDF), Großstadtrevier (ARD), Schule am See (ARD), Frankenberg (ARD), Tobi und die Stadtparkkids (ZDF)
- TV-Spielfilme: Tatort – Tod eines Polizisten (ARD), Paar des Jahres (ARD), Crashkids (ARD), Schlußabrechnung (ZDF), Künstlerpech (ZDF), Schlag weiter kleines Kinderherz (RTL), Armer Adel – Reicher Adel (RTL), Dreamgate (ARD), Die doppelte Charlie (ZDF), Katie Fforde: Eine Liebe in den Highlands (ZDF), Katie Fforde: Du und ich (ZDF)
- Dokumentarfilme: Traumfischer (ZDF) 4 Folgen, Steinzeit – das Experiment (ARD) 4 Folgen, Bismarck – Kanzler und Dämon (NDR) 2 Folgen, Die Soldaten mit dem halben Stern (Kinofilm), Tempel der Verführung (Arte)
- Animationsfilme: Tomte Tummetott und der Fuchs (ZDF / Oetinger-Verlag), Marundes Landleben, Marunde-Spots (NDR)

## Diskografie
- Planet of two suns – Cyclus (1979; Erlkoenig)
- dynamit fischer – Dynamit Fischer
- Tri Atma – Tri Atma (1979; RCA)
- Sehnsucht Einklang (Yearning & harmony – Tri Atma 1982)
- Ka jakee music – Tri Atma (1984)
- Titel „Can You Dig The Blues“ auf dem Album „Sie brauchen Ruhe, Herr Gutowski“ von Harry Gutowski
- Belong to the sun – Tri Atma (1986)
- La Fleur Bleue – Leyra (1986)
- Aumakau – Jens Fischer (1992; Erdenklang Rec.)
- Urban Space Man – Jens Fischer (1994; Erdenklang)
- Mad Material – Jens Fischer (1989)
- Metavista – Jens Fischer (2006; Erdenklang-Deutsche Austrophon)